# Anschlag auf das Radisson Blu Hotel in Bamako am 20. November 2015
Am 20. November 2015 wurde ein Anschlag mit einer anschließenden Geiselnahme auf das Radisson-Blu-Hotel in Bamako, der Hauptstadt und größten Stadt Malis, verübt. Bei dem Anschlag auf das Hotel – das insbesondere unter Ausländern populär ist – kamen mindestens 20 Menschen ums Leben, bevor Sicherheitskräfte die Geiselnahme beendeten. Zu der Tat bekannte sich die Murabitun-Miliz, die sich zum Al-Qaida-Netz zählt. Anhänger von Daesh machten hingegen Boko Haram verantwortlich.

## Tathergang
Mindestens zwei Männer erreichten das Hotel morgens zwischen 07:00 Uhr und 07:30 Uhr UTC in einem Fahrzeug mit Diplomatenkennzeichen. Danach seien, laut Berichten, die Männer aus dem Wagen sowie weitere, die sich im hinteren Teil des Wagens versteckt hatten, in das Hotel gestürmt, hätten „Allahu Akbar“ gerufen und begonnen, auf Hotelgäste und Angestellte zu schießen. Laut dem Betreiber des Hotels hätten die Geiselnehmer 125 Gäste und 13 Angestellte als Geiseln genommen, das malische Militär sprach von „etwa hundert Geiseln“. Associated Press und Al-Jazeera berichteten, dass etwa 170 Geiseln genommen worden seien. Der malische Journalist Kassim Traoré schildert, dass von den Geiseln verlangt worden sei, das muslimische Glaubensbekenntnis (Schahāda) aufzusagen, um Nicht-Muslime von Muslimen zu trennen. Letztere seien freigelassen worden.
Unter den Geiseln sollen sich mindestens zehn chinesische, zwanzig indische, sechs amerikanische, sieben algerische, zwei russische und zwei marokkanische Bürger, dazu sieben Angestellte der Turkish Airlines sowie eine unbekannte Anzahl französischer Bürger befunden haben. Auch zwölf Air-France-Mitarbeiter sollen unter den Geiseln gewesen sein. Laut Angaben der Fluggesellschaft Volga-Dnepr Airlines waren auch zwölf russische Crewmitglieder der Airlines im Hotel, wovon sechs bei der Geiselnahme starben.
UN-Friedenssoldaten unterstützten die malischen Sicherheitskräfte bei der Stürmung des Hotels, ebenso 25 amerikanische Militärangehörige, die zu dem Zeitpunkt malische Sicherheitskräfte trainierten. Am Abend stürmte das Militär das Hotel. Insgesamt soll es mindestens 27 Tote gegeben haben.

## Attentäter
Noch während des Ablaufs der Geiselnahme bekannte sich die Al-Qaida-nahe Gruppe Al-Mourabitoun auf Twitter zu der Tat. Auch in einer von Al Jazeera bereitgestellten Tonaufnahme bekannten sie sich zu der Tat.
Al-Mourabitoun ist eine islamistisch-dschihadistische Extremistengruppe, bestehend aus Tuareg und Arabern aus dem Norden Malis, die als der Al-Qaida zugehörig gelten. Diese von Mokhtar Belmokhtar angeführte Gruppe wurde im Jahr 2013 gegründet und operiert aus der Sahara heraus. Al-Mourabitoun bekannte sich bereits in der Vergangenheit zu einem Anschlag auf ein Restaurant in Bamako im März 2015, bei dem fünf Menschen umkamen. Ebenso übernahm die Gruppe die Verantwortung für ein Selbstmordattentat auf UN-Friedenssoldaten in Nordmali im April 2015, bei dem drei Menschen ums Leben kamen, sowie für einen Anschlag auf ein Hotel in der zentralmalischen Stadt Sévaré. Bei letzterem Anschlag kamen 17 Menschen um.

## Reaktionen
Der malische Präsident Ibrahim Boubacar Keïta verkürzte seinen Staatsbesuch im Tschad und kehrte umgehend zurück nach Bamako. Er verhängte den Ausnahmezustand für Mali und rief zu einer dreitägigen Staatstrauer auf.
Die französische Regierung, die zur Bekämpfung der Rebellen im Norden Malis Soldaten einsetzt, verkündete alle notwendigen Schritte zu gehen, um die Attentäter in Bamako zu bekämpfen. Das französische Außenministerium richtete einen Krisenstab in der französischen Botschaft in Bamako ein. Zudem entsandte die Regierung 40 Spezialkräfte der Groupe d’intervention de la gendarmerie nationale, um die malischen Sicherheitskräfte zu unterstützen und zu beraten. Air France stellte seine Flüge nach Bamako vorübergehend ein.